# 城乾洞
城乾洞（：／ Seonggeon dong */?）是大韩民国庆尚北道庆州市下辖的一个洞。

## 主要设施
- 韩国农业协会分部
- 東國大學醫院
- 慶州女子高等學校
- 東國大學分校校园